# سام سيمون
سام سيمون (بالإنجليزية: Sam Simon)‏ (و. 1955 – 2015 م) هو لاعب البوكر، وكاتب سيناريو، ورياضي، وكاتب، وممثل من الولايات المتحدة الأمريكية . ولد في لوس أنجلوس .
توفي في لوس أنجلوس .بسبب سرطان القولون .

## التعليم
تعلم في جامعة ستانفورد

## جوائز
حصل على جوائز منها:
- جائزة إيمي.

## روابط خارجية
- سام سيمون على موقع IMDb (الإنجليزية)
- سام سيمون على موقع ألو سيني (الفرنسية)
- سام سيمون على موقع ميوزك برينز (الإنجليزية)
- سام سيمون على موقع أول موفي (الإنجليزية)
- سام سيمون على موقع قاعدة بيانات الأفلام السويدية (السويدية)
- سام سيمون على موقع ديسكوغز (الإنجليزية)
- سام سيمون على موقع قاعدة بيانات الفيلم (الإنجليزية)
- سام سيمون على موقع كينوبويسك (الروسية)